# افترض أن طفل من آخر زنزانة نقل إلى بلدة المبتدئين
افترض أن طفلاً من آخر زنزانة تم نقله إلى بلدة المبتدئين (بالإنجليزية: Suppose a Kid from the Last Dungeon Boonies Moved to a Starter Town)‏ هي رواية خفيفة يابانية نشرت في فبراير 2017.تم عمل مانغا مقتبسة منها نشرت في سبتمبر 2017 وتم عمل مسلسل أنمي عرض في يناير حتى مارس 2021.